# Stadsgårdstunneln

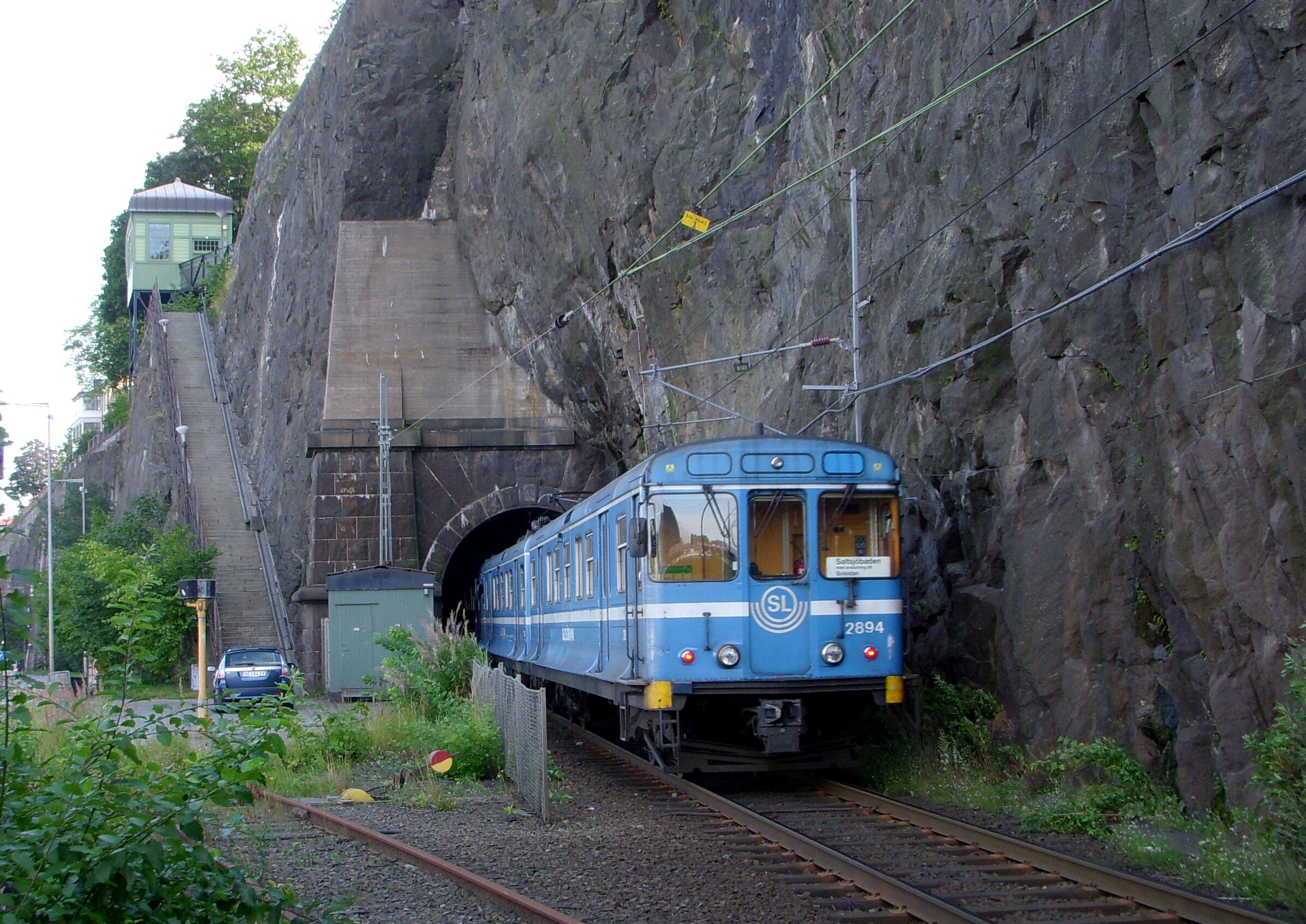
Saltsjöbanan på väg in i tunneln väster ifrån. I bakgrunden syns Stadsgårdshissen.

Stadsgårdstunneln är en enkelspårig järnvägstunnel för Saltsjöbanan som går i berget under Ersta och Fjällgatan på Södermalm i Stockholm. Tunneln löper parallellt med Stadsgården, därav namnet. 

## Den nuvarande tunneln

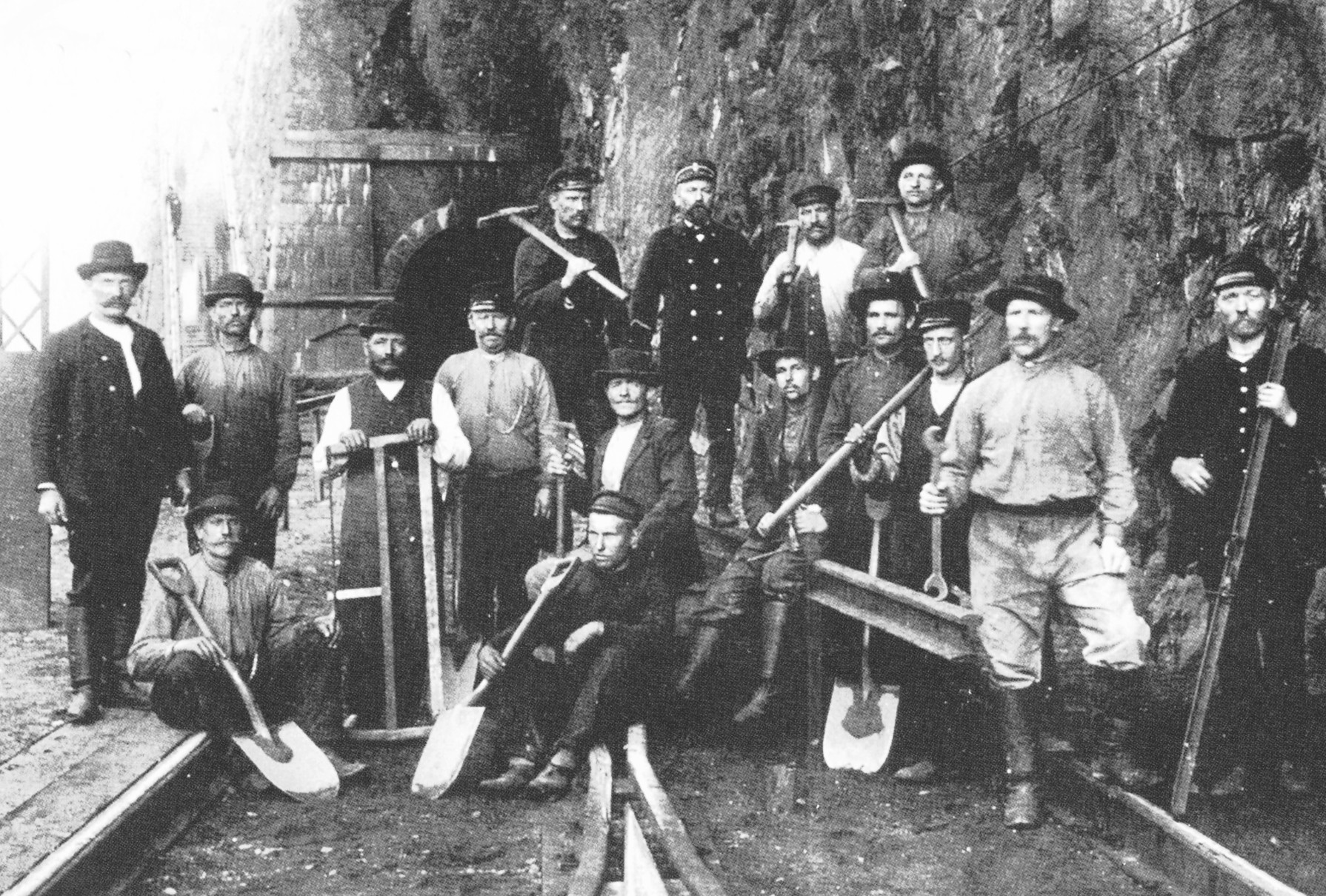
Byte av räls vid västra sidan av Stadsgårdstunneln, 1898.

Stadsgårdstunneln börjar i höjd med Stadsgårdshissen i väster och kommer ut vid Tegelviken i öster. Tunneln är 638 meter lång och anlades åren 1892 till 1893. Invigningen av Oscar II ägde rum den 1 juli 1893. Tunneln var när den byggdes Sveriges längsta.
Stadsgårdstunneln är Saltsjöbanans första av tre tunnlar. De andra är Henriksdalstunneln som är 337 meter lång och Tattbytunneln som är cirka 125 meter lång mellan hållplatserna Tattby och Erstaviksbadet.

## Tidvis avstängning
I samband med bygget av Nya Slussen kan Saltsjöbanan inte köra ända fram sin slutstation Slussen. Därför är Henriksdals station start- och slutstation för Saltsjöbanan från och med augusti 2016. Så kommer det att vara tills Slussen är färdigbyggd omkring år 2025. Under tiden är tunneln avstängd och nyttjas som bland annat materialupplägg för bygget av nya bussterminalen i Katarinaberget. Mellan Henriksdals station och Slussen går ersättningsbussar.  Man byter även spår och kontaktledningar i tunneln. Under perioden av stillastående har tunneln blivit en boplats för hemlösa. 

## Bilder

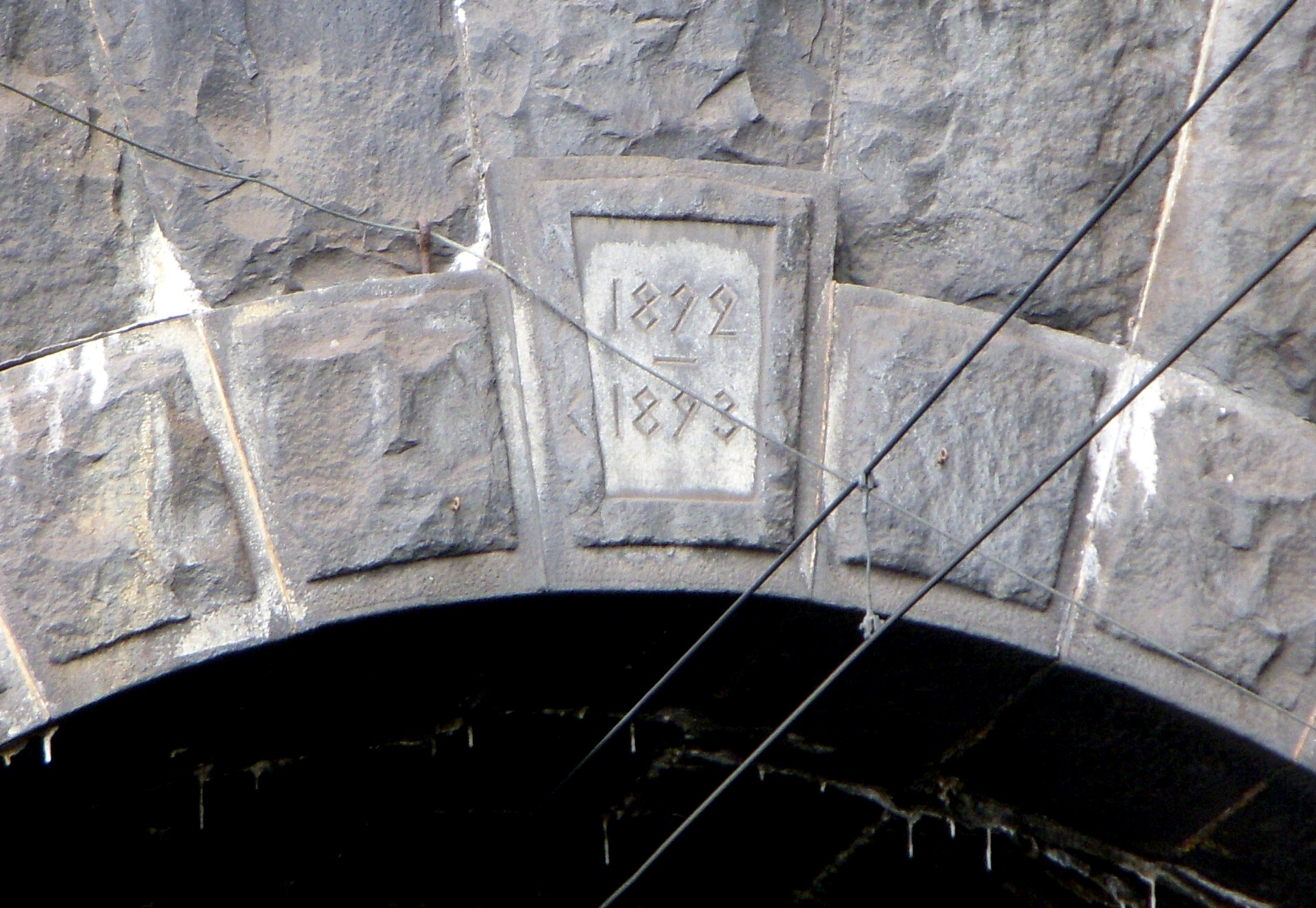
"1892 - 1893", årtal på västra tunnelmynningen.
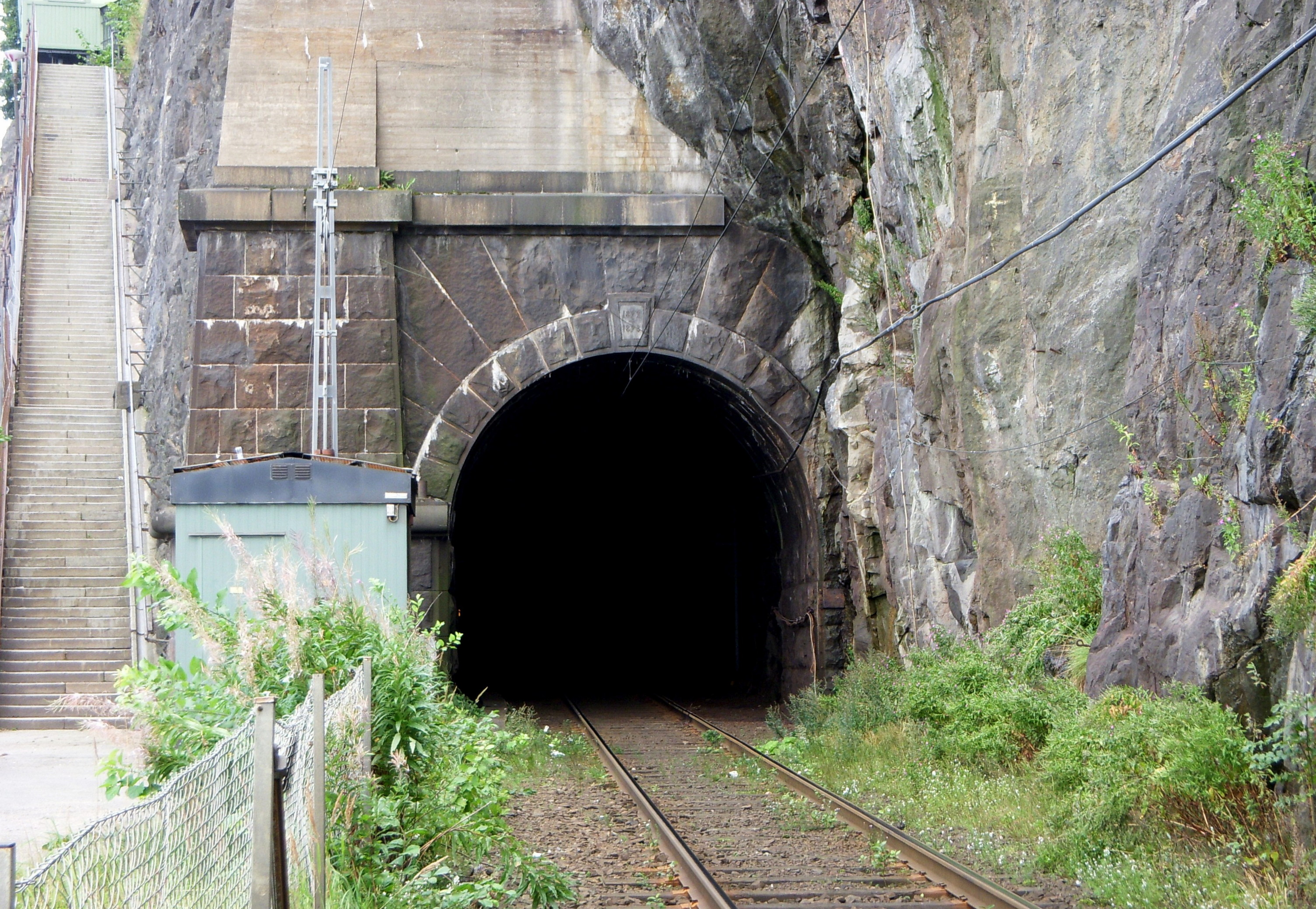
Västra tunnelmynningen, 2009.
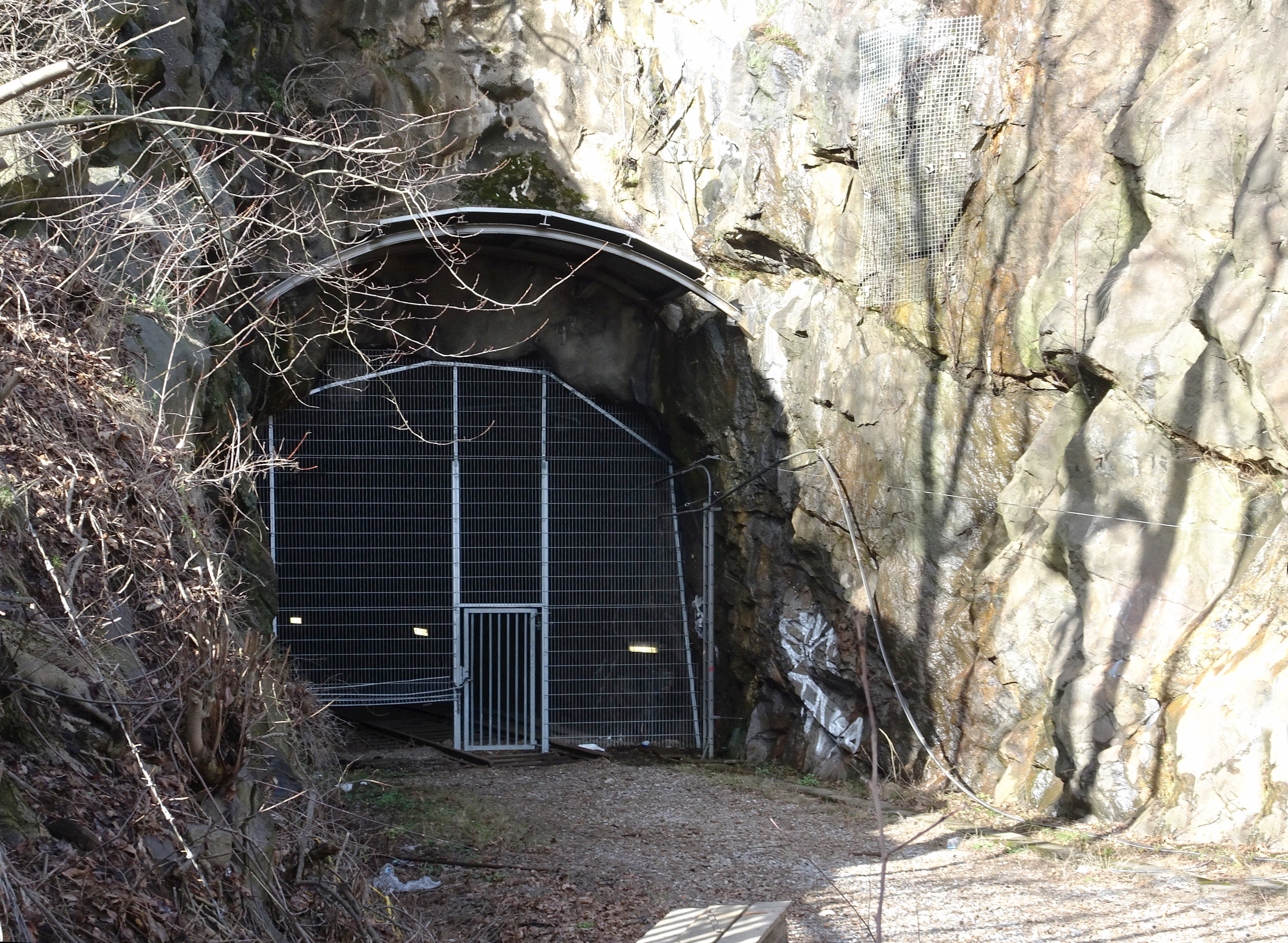
Östra tunnelmynningen (tillfälligt avstängd), 2019.
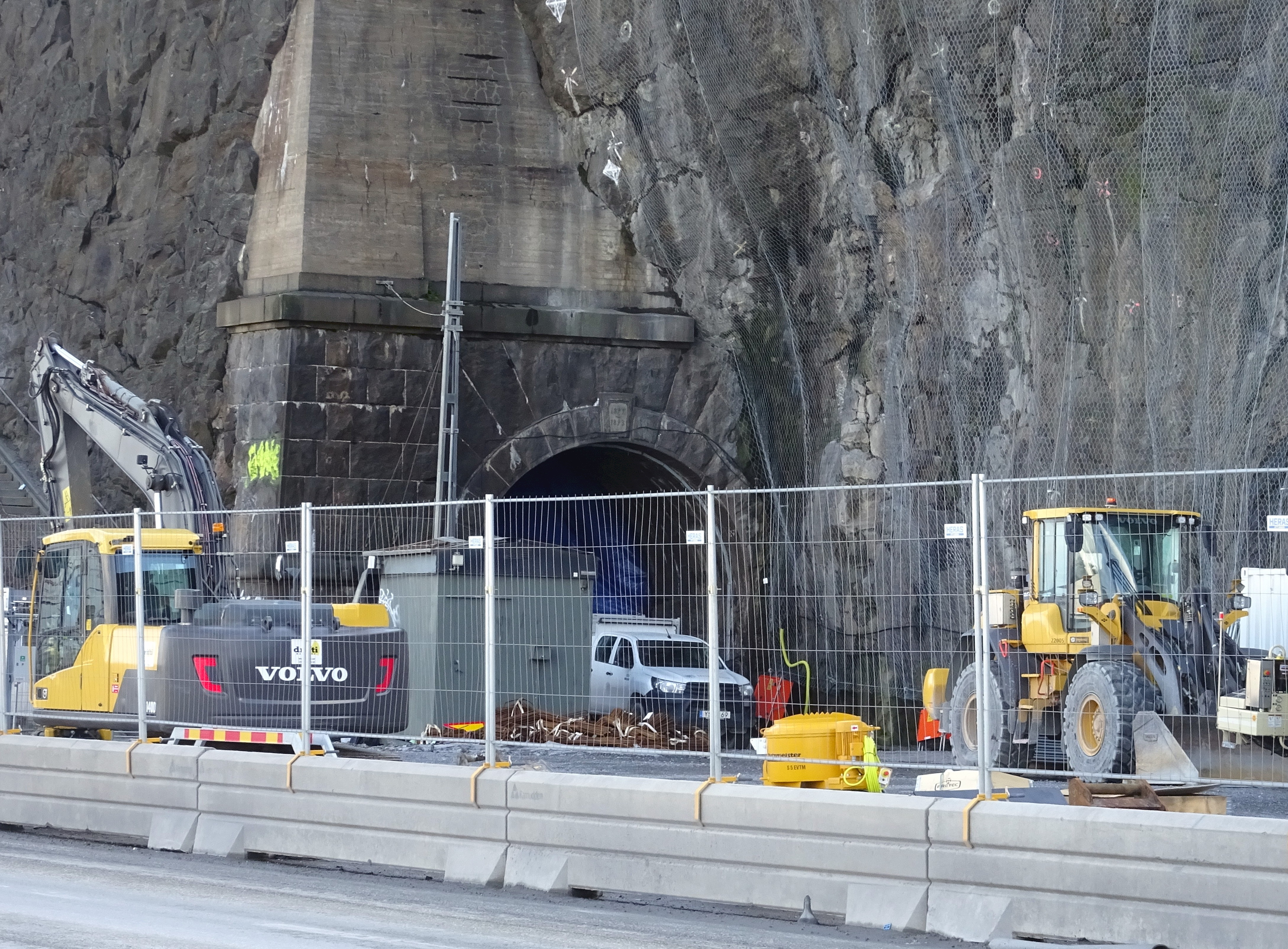
Stadsgårdstunneln, västra tunnelöppning (tillfälligt avstängd), 2019.